# Чорторий (урочище)
Чортори́й — історична місцевість на острові між основним руслом Дніпра і протокою Десенкою (Чорториєм) (поблизу Північного і Рибальського мостів через Дніпро). Назва — від характеру течії Дніпра (старослов'янською «чорторий» — глибока яма). 
1103 року у Чорторию відбувся Долобський з'їзд руських князів. Тепер — зона відпочинку. З 1972 на частині території Чорторию впорядковано Парк «Муромець».